# Красные Орлы (Петропавловский район)
Кра́сные Орлы́ — посёлок в Петропавловском районе Алтайского края. Входит в состав Николаевского сельсовета.

## История
Основан в 1921 году. В 1926 году в коммуне Красные Орлы имелось 42 хозяйства. В национальном составе населения того периода преобладали русские. В административном отношении входила в состав Николаевского сельсовета Быстро-Истокского района Бийского округа Сибирского края.

## Население
| 1926 | 1997 | 1998 | 1999 | 2000 | 2001 |
| ---- | ---- | ---- | ---- | ---- | ---- |
| 272  | ↘152 | ↗156 | ↗159 | ↘155 | ↘143 |
| 2002 | 2003 | 2004 | 2005 | 2006 | 2007 |
| ↗147 | ↗156 | ↗157 | ↗165 | ↘156 | ↗163 |
| 2008 | 2009 | 2010 | 2011 | 2012 | 2013 |
| ↘161 | ↗177 | ↗185 | ↘184 | ↗191 | ↗193 |

Национальный состав
Согласно результатам переписи 2002 года, в национальной структуре населения русские составляли 98 %.